# Menandre (general)
Menandre (en llatí Menander, en grec antic Μένανδρος) fou un general atenenc que va participar en l'expedició de Sicília. Juntament amb Eutidem d'Atenes va quedar associat al comandament suprem amb Nícies cap al final del 414 aC. Va participar en diverses operacions a Siracusa, segons Tucídides i Plutarc.
Era probablement el mateix Menandre que va servir amb Alcibíades en la campanya contra Farnabazos I a l'hivern del 409 aC al 408 aC i probablement també el mateix que va ser nomenat per Tideu i Cefisòdot el 405 aC per compartir el comandament de la flota atenenca amb els generals nomenats anteriorment i Conó, Filocles i Adimantos d'Atenes. Fou un dels comandants de la desastrosa batalla d'Egospòtams, i juntament amb Tideu era un dels que va rebutjar els consells d'Alcibíades abans de la batalla, segons explica Xenofont.